# Hikari (песня)
«Hikari» (яп. 光 Хикари, свет) — песня японской поп-исполнительницы Хикару Утады из альбома Deep River. Музыку и японский текст написала сама Утада. Продюсерами выступили Акира Миякэ и отец певицы, Тэрудзанэ Утада. «Hikari» известна как заглавная песня большинства игр серии Kingdom Hearts. В англоязычных и прочих неяпонских версиях игр песня была переписана с нуля на английском и спета Утадой под названием «Simple & Clean».
В музыке прослеживаются элементы поп-музыки, рок-музыки, также задействованы клавишные и электронные синтезаторы. У обеих песен есть ремикс в духе дискотечной музыки, который использован в качестве фоновой песни для открывающей заставки к игре. Слова песни посвящены лирической героине и тому, кого она любит. Утада испытывала сложности с написанием слова, поскольку ей показалось, что сама идея Kingdom Hearts и её сюжет «бездушные».
«Simple & Clean» и «Hikari» получили хорошие оценки от музыкальных критиков, которые отмечали простоту мотива и качество исполнения песни. Кроме того, песню неоднократно называли одной из лучших вокальных песен в игровой индустрии. Песня была также популярна: в Японии она занимала верхние строчки чарта Oricon, а также дважды получала платиновую награду от Японской ассоциации звукозаписывающих компаний за преодолённый рубеж в 500 000 проданных копий.